# Toabré
Toabré è un comune (corregimiento) della Repubblica di Panama situato nel distretto di Penonomé, provincia di Coclé. Si estende su una superficie di 399,5 km² e conta una popolazione di 10.203 abitanti (censimento 2010).